# أليكس مورينو
أليكس مورينو (بالإسبانية: Alex Moreno) هو لاعب اتحاد الرغبي أرجنتيني، ولد في 21 أبريل 1973 في بوينس آيرس في الأرجنتين.

## وصلات خارجية
- أليكس مورينو على موقع دوري الرغبي الممتاز (الإنجليزية)
- أليكس مورينو عل موقع إسبنسكروم (الإنجليزية)
- أليكس مورينو على موقع ItsRugby.co.uk (الإنجليزية)